# 남양주 두산 알프하임
남양주 두산 알프하임(Namyangju Doosan Alfheim)은 두산에너빌리티가 옛 서울리조트 부지에 건설한 아파트 단지이다. 총 49개동(아파트 36개동, 테라스하우스 13개동) 2,894세대로 이루어져 있다.

## 교육
- 하랑초등학교
- 하랑중학교